# Самуэльсен, Джоуни
Джо́уни Де́бес Самуэ́льсен (фар. Djóni Debes Samuelsen; род. 28 ноября 2006 года в Торсхавне, Фарерские острова) — фарерский футболист, полузащитник клуба «Б68».

## Клубная карьера
Джоуни — воспитанник клуба «ХБ» из родного Торсхавна. 11 апреля 2023 года он дебютировал во взрослом футболе в составе второй команды «красно-чёрных» в первом дивизионе, отыграв встречу с резервным составом «ЭБ/Стреймур». 3 августа полузащитник забил первый гол в карьере, поразив ворота второй команды клаксвуйкского «КИ». В следующей игре против «Скоалы», состоявшейся через 9 дней, Джоуни впервые отдал голевую передачу. Его успехи в «ХБ II» не остались незамеченными в первой команде клуба, и уже 13 августа молодой игрок впервые появился на поле в фарерской премьер-лиге, выйдя на замену на 80-й минуте встречи с «ИФ» вместо Эмиля Бергера. В своём первом сезоне на взрослом уровне Джоуни также принял участие в матче против «07 Вестур» 22 октября. В 2024 году полузащитник ни разу не сыграл за первый состав «ХБ», ограничившись выступлениями за вторую команду, ставшую главным аутсайдером первой фарерской лиги.
14 января 2025 года о трансфере талантливого полузащитника объявил тофтирский «Б68»

## Международная карьера
Джоуни представляет Фарерские острова на юношеском уровне. В 2022 году он принял участие в 3 матчах за юношескую сборную Фарерских островов (до 17 лет). С 2024 года полузащитник является членом юношеской сборной до 19 лет, в составе которой он отыграл 4 международных матча, отметившись забитым голом в ворота сверстников из Туркменистана 9 сентября.

## Личная жизнь
У Джоуни футбольная семья. Его отец Эйюн (род. 1971) выступал за «ХБ» в 1990-х и 2000-х годах. Старший брат Очи (род. 2004) и брат-близнец Йоунас (род. 2006) тоже стали футболистами. Очи играет за норвежский «Ранхейм», а Йоунас в настоящий момент выступает вместе с Джоуни за «Б68».